# AIM (04 Limited Sazabysのシングル)
「AIM」（エイム）は日本のロックバンド、04 Limited Sazabysのメジャー2枚目のシングル。2016年6月1日発売。発売元は日本コロムビア。

## 概要
前作「TOY」より8ヶ月ぶりのシングル。初回生産限定盤のDVDにはYON FES 2016のライブ及びドキュメンタリー映像が収録されている。

## チャート成績
初週1.2万枚を売り上げ前作20位を大幅に上回る10位を獲得。またシングルではバンドとして初の10位以内のチャートインとなった。

## 収録曲
1. climb [2:36]
本作のリードトラック。PVが制作されている。
2. fog [3:47]
3. cubic [2:57]
PVが制作されている。
4. Give me [3:08]